# Actaea flosculata
Actaea flosculata (лат.) — вид крабов из семейства Xanthidae.
Обитает у берегов Сейшельских островов, островов Лакшадвип (Индия), Мальдивских островов и Шри-Ланки, в Индийском океане. Живёт на коралловых рифах.
Этот вид очень напоминает Actaea fragifer, но форма и дольчатый текстурный рисунок панциря, а также расположение гранул на панцире и конечностях достаточно характерны для того, чтобы различать эти виды.